# Daeqwon Plowden
Daeqwon R. Plowden (Filadelfia, Pensilvania, 29 de agosto de 1998) es un baloncestista estadounidense que pertenece a la plantilla de los Sacramento Kings de la NBA, con un contrato dual que le permite jugar además en su filial de la G League, los Stockton Kings. Con 1,98 metros de estatura, juega en la posición de escolta o alero.

## Trayectoria deportiva

### Universidad
Jugó cinco temporadas con los Falcons de la Universidad Estatal de Bowling Green, en las que promedió 10,5 puntos y 6,1 rebotes por partido. Fue incluido en el segundo mejor quinteto de la Mid-American Conference en 2020, y en el tercero en 2021 y 2022. Fue además incluido en el mejor quinteto defensivo en 2022, y no se perdió ni un solo partido en toda su trayectoria universitaria, acumulando 154 apariciones, un récord de la universidad.

#### Estadísticas
| Año     | Equipo        | PJ  | PT  | MPP  | %TC  | %3P  | %TL  | RPP | APP | ROB | TPP | PPP  |
| ------- | ------------- | --- | --- | ---- | ---- | ---- | ---- | --- | --- | --- | --- | ---- |
| 2017–18 | Bowling Green | 32  | 1   | 15.1 | .422 | .265 | .515 | 2.9 | .4  | .4  | .4  | 4.8  |
| 2018–19 | Bowling Green | 34  | 25  | 21.6 | .462 | .379 | .545 | 4.8 | .4  | .6  | .9  | 6.9  |
| 2019–20 | Bowling Green | 31  | 30  | 31.4 | .476 | .347 | .851 | 8.5 | .8  | .9  | .7  | 12.7 |
| 2020–21 | Bowling Green | 26  | 26  | 30.0 | .444 | .356 | .727 | 7.8 | 1.2 | .9  | .9  | 13.4 |
| 2021–22 | Bowling Green | 31  | 32  | 30.6 | .414 | .356 | .792 | 6.8 | 1.1 | .9  | 1.2 | 15.7 |
| Total   | Total         | 154 | 113 | 25.4 | .443 | .346 | .732 | 6.1 | .8  | .7  | .8  | 10.5 |

### Profesional
Tras no ser elegido en el Draft de la NBA de 2022, disputó la Liga de Verano de la NBA con los New Orleans Pelicans, con los que firmó contrato el 9 de septiembre, pero fue despedido el 15 de octubre. El 4 de noviembre se unió a su filial en la G League, los Birmingham Squadron. Jugó una temporada en la que promedió 8,2 puntos, 3,6 rebotes y 1,2 asistencias por partido.
El 7 de septiembre de 2023, los derechos de Plowden fueron transferidos a Osceola Magic, y el 18 de octubre firmó con Orlando Magic. Pero fue despedido tres días más tarde, incorporándose a Osceola el 2 de noviembre. Jugó una temporada, promediando 11,1 puntos y 4,1 rebotes por partido.
El 16 de julio de 2024 firmó un contrato dual con los Golden State Warriors, pero fue despedido el 24 de septiembre. Tres días más tarde firmó con los Atlanta Hawks, pero fue despedido el 18 de octubre. Ocho días más tarde se incorporó a la plantilla de los College Park Skyhawks, y el 27 de diciembre firmó un contrato dual con los Hawks. El 15 de enero de 2025 hizo su debut en la NBA, donde anotó sus primeros siete intentos de tiros de campo y terminó el partido con 19 puntos en una victoria por 110-94 sobre los Chicago Bulls.
A finales de julio de 2025 firma un contrato dual con Sacramento Kings.

## Estadísticas de su carrera en la NBA

### Temporada regular
| Año     | Equipo  | PJ | PT | MPP  | %TC  | %3P  | %TL   | RPP | APP | ROB | TPP | PPP |
| ------- | ------- | -- | -- | ---- | ---- | ---- | ----- | --- | --- | --- | --- | --- |
| 2024-25 | Atlanta | 6  | 0  | 12.0 | .640 | .529 | 1.000 | 1.8 | .3  | .0  | .0  | 7.2 |
| Total   | Total   | 6  | 0  | 12.0 | .640 | .529 | 1.000 | 1.8 | .3  | .0  | .0  | 7.2 |